# Pat Hanrahan
Patrick M. Hanrahan (nascut el 1955) és un investigador estatunidenc en gràfics per ordinador, que té la càtedra Canon USA d'Informàtica i Enginyeria elèctrica al Laboratori de gràfics de la Universitat Stanford.
La seva recerca se centra en algorismes de renderització, unitats de procés gràfic, així com il·lustració científica i visualització. Ha rebut nombrosos premis, fins i tot el Premi Turing de 2019.

## Educació i feina acadèmica
Va anar a la Universitat de Wisconsin–Madison i s'hi va llicenciar en enginyeria nuclear el 1977. Va continuar-hi els estudis, i en qualitat d'estudiant graduat va donar-hi una nova classe de gràfics en informàtica el 1981. Una de les seves primeres estudiants era una graduada en art, Donna Cox, que ara és coneguda per les seves visualitzacions científiques i artístiques. Es va doctorar en biofísica a la U.W. Madison el 1985. Durant la dècada de 1980 va treballar al Laboratori de Gràfics per Ordinador de l'Institut de Tecnologia de Nova York i a Digital Equipment Corporation sota les ordres d'Edwin Catmull.

## Carrera professional
Com a empleat fundador dels estudis d'animació Pixar, entre 1986 i 1989 Hanrahan va formar part de l'equip de disseny de l'especificació de la interfície de RenderMan i del seu llenguatge d'ombrejat.
Va participar en diverses produccions de Pixar, com The Magic Egg (1984), Tin Toy (1988) i Toy Story (1995).
El 1989 Hanrahan va començar a fer de professor a la Universitat de Princeton. El 1995 va traslladar-se a la Universitat Stanford. El 2003 Hanrahan va ser cofundador de Tableau Software i continua sent-ne el cap científic. El febrer de 2005 la Universitat Stanford fou nomenada primer centre regional de visualització i analítica per al Departament de Seguretat Nacional dels Estats Units, especialitzat en problemes de visualització d'informació i anàlisi visual. El 2011 Intel Research va anunciar que finançava un centre d'informàtica visual, codirigit per Hanrahan i Jim Hurley d'Intel.

## Premis
Hanrahan ha rebut tres Oscars per la seva feina de renderització i investigació en gràfics per ordinador. El 1993 Hanrahan i alguns altres empleats fundadors de Pixar van rebre un premi de ciència i enginyeria per RenderMan. El 2004 va compartir un premi als assoliments tècnics amb Stephen R. Marschner i Henrik Wann Jensen, per la recerca en simular la dispersió subsuperficial de la llum en materials translúcids.
El 2014 va compartir un premi a l'assoliment tècnic amb Matt Pharr i Greg Humphreys, per la seva formalització i implementació de referència dels conceptes de renderització basada en física, que havien explicat en el seu llibre Physically Based Rendering.
Hanrahan va rebre el premi Steven A. Coons de SIGGRAPH per Contribucions Creatives Destacades als Gràfics per ordinador de 2003, per "lideratge en algorismes de renderització, arquitectures i sistemes gràfics, i nous mètodes de visualització per als gràfics per ordinador", i el Premi d'Assoliment en Gràfics per Ordinador SIGGRAPH de 1993. Va ser proclamat a la Classe Inaugural de 2018 de l'ACM SIGGRAPH Academy.
Va convertir-se en membre de l'Acadèmia Nacional d'Enginyeria dels Estats Units el 1999, Fellow de l'Acadèmia Americana de les Arts i les Ciències el 2007 i de l'ACM el 2008, i va rebre tres premis a l'excel·lència en el professorat a Stanford.
Hanrahan va compartir el Premi Turing amb Catmull pels seus esforços pioners en les imatges generades per ordinador.